# Надважкі елементи
Надважкі елементи, також відомі як трансактиноїдні елементи, трансактиноїди, — це хімічні елементи з атомним номером більше 104. Надважкі елементи — це ті, що знаходяться поза актиноїдами в періодичній таблиці; останнім актиноїдом є лоуренсій (атомний номер 103). За визначенням, надважкі елементи також є трансурановими елементами, тобто мають атомні номери, вищі за атомні номери урану (92). Залежно від визначення групи 3, прийнятого авторами, лоуренсій також може бути включений для завершення ряду 6d.
Гленн Т. Сіборг вперше запропонував концепцію актиноїдів, яка призвела до виділення групи актиноїдів. Він також запропонував групу трансактиноїдів, починаючи від елемента 104 до 121, і групу суперактиноїдів, що приблизно охоплює елементи 122—153 (хоча новіші роботи припускають, що кінець групи суперактиноїдів припадає на елемент 157). На його честь назвали трансактиноїд сіборгій.
Надважкі елементи є радіоактивними і були отримані лише синтетичним шляхом у лабораторіях. Жодного макроскопічного зразка жодного з цих елементів ніколи не було створено. Усі надважкі елементи названі на честь фізиків і хіміків або важливих локацій, в яких здійснювався синтез елементів.
IUPAC визначає, що елемент існує, якщо його час життя перевищує 10−14 секунд, тобто час, потрібний атому для формування електронної хмари.
Відомі надважкі елементи входять до рядів 6d і 7p в періодичній таблиці. За винятком резерфордію та дубнію (і лоуренсія, якщо він включений), навіть найдовгоживучі відомі ізотопи надважких елементів мають період напіврозпаду хвилини або менше. Суперечка щодо іменування елементів включала елементи 102—109. Таким чином, деякі з цих елементів використовували систематичні назви протягом багатьох років після підтвердження їх відкриття. (Зазвичай систематичні назви замінюються постійними іменами, запропонованими першовідкривачами відносно скоро після підтвердження відкриття.)
Роботи, проведені з 1961 по 2013 роки в чотирьох лабораторіях — Національній лабораторії імені Лоуренса в Берклі, США, Об'єднаному інституті ядерних досліджень в СРСР (пізніше в Росії), Центрі дослідження важких іонів імені Гельмгольца GSI в Німеччині та RIKEN в Японії — виявили та підтвердили елементи від лоуренсія до оганесона відповідно до критеріїв IUPAC — IUPAP Transfermium Working Groups та подальших спільних Робочих груп. Ці відкриття завершують сьомий рядок періодичної таблиці. Наступні два елементи, унуненній (Z = 119) і унбінілій (Z = 120), ще не були синтезовані. Вони почали б восьмий період.

### Список елементів
- 103 Лоуренсій, Lr, на честь Ернеста Лоуренса; включають до групи іноді, але не завжди[2][3]
- 104 Резерфордій, Rf, на честь Ернеста Резерфорда
- 105 Дубній, Db, на честь м. Дубна
- 106 Сіборгій, Sg, на честь Гленна Сіборга
- 107 Борій, Bh, на честь Нільса Бора
- 108 Гасій, Hs, на честь Гессена, місцезнаходження Дармштадта
- 109 Майтнерій, Mt, на честь Лізи Майтнер
- 110 Дармштадтій, Ds, на честь Дармштадта
- 111 Рентгеній, Rg, на честь Вільгельма Рентгена
- 112 Коперницій, Cn, на честь Миколая Коперника
- 113 Ніхоній, Nh, на честь Японії, місцезнаходження Інституту фізико-хімічних досліджень RIKEN
- 114 Флеровій, Fl, на честь Георгія Фльорова
- 115 Московій, Mc, на честь Москви
- 116 Ліверморій, Lv, на честь Ліверморської національної лабораторії імені Лоуренса
- 117 Теннессин, Ts, на честь Теннессі, місцезнаходження Національної лабораторії Оук-Ридж
- 118 Оганессон, Ог, на честь Юрія Оганесяна